# Ucrânia nos Jogos Olímpicos de Verão de 2004
A Ucrânia competiu nos Jogos Olímpicos de Verão de 2004, em Atenas, na Grécia.

## Desempenho

### Natação
Masculino
| Atleta(s)          | Evento       | Eliminatórias | Eliminatórias | Semifinal | Semifinal | Final       | Final       |
| Atleta(s)          | Evento       | Tempo         | Posição       | Tempo     | Posição   | Tempo       | Posição     |
| ------------------ | ------------ | ------------- | ------------- | --------- | --------- | ----------- | ----------- |
| Oleksandr Volynets | 50 m livre   | 22s41         | 9º Q          | 22s18     | 5º Q      | 22s26       | 7º          |
| Igor Chervynskyi   | 1500 m livre | 15min12s58    | 10º           |           |           | Não avançou | Não avançou |

### Tiro com arco
| Atleta         | Evento               | Classificação | Classificação | Fase de 64                 | Fase de 32                 | Oitavas de final       | Quartas de final       | Semifinais             | Final                  | Final       |
| Atleta         | Evento               | Escore        | Pos.          | Adversário e resultado     | Adversário e resultado     | Adversário e resultado | Adversário e resultado | Adversário e resultado | Adversário e resultado | Pos.        |
| -------------- | -------------------- | ------------- | ------------- | -------------------------- | -------------------------- | ---------------------- | ---------------------- | ---------------------- | ---------------------- | ----------- |
| Dmytro Hrachov | Individual masculino | 671           | 6º            | EGY Youssef (59) V 154-128 | CHN Haifeng (27) D 161-162 | Não avançou            | Não avançou            | Não avançou            | Não avançou            | Não avançou |